# المپیاد نانو

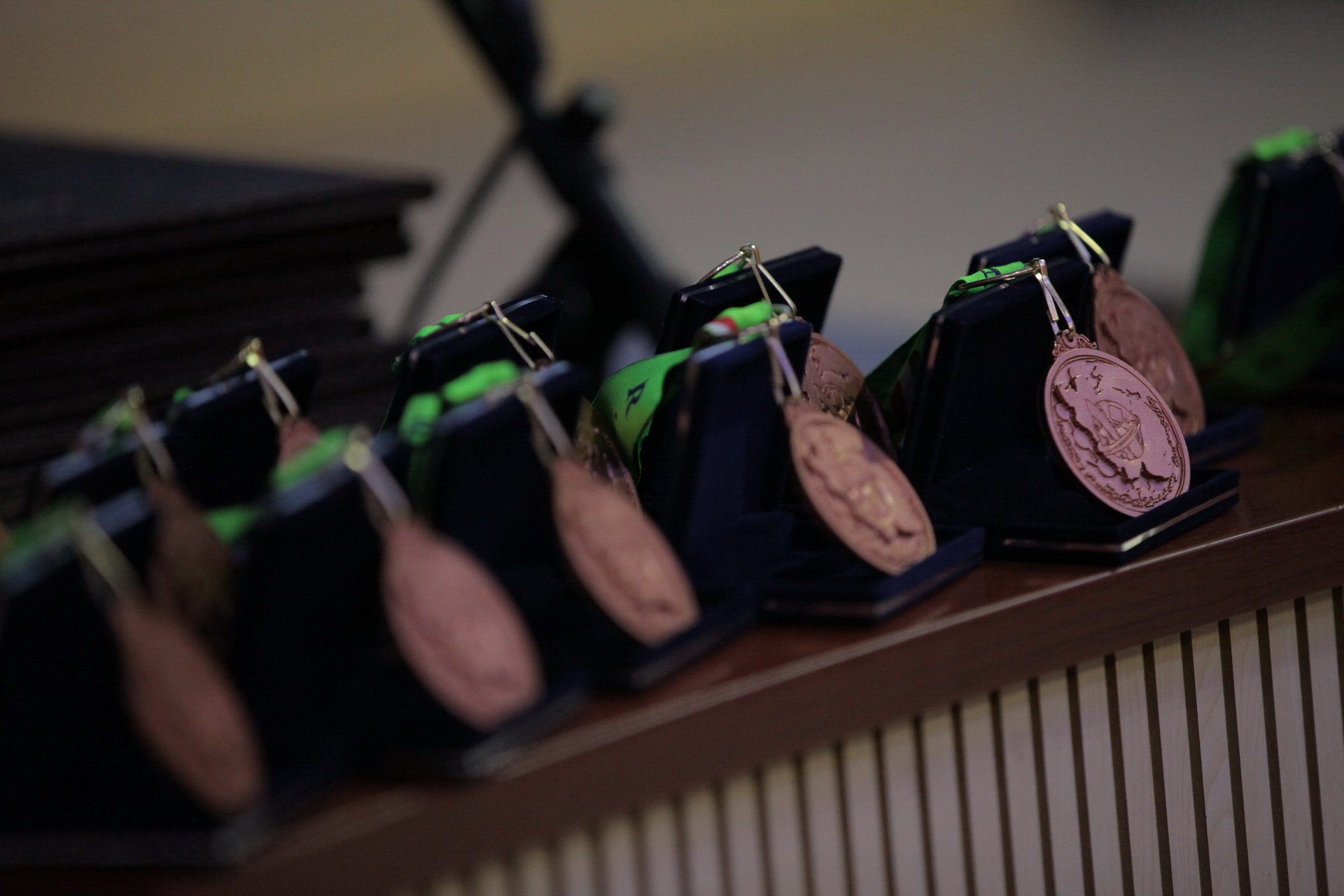

المپیاد نانو ایران در زمینه علوم و فناوری نانو با هماهنگی ستاد ویژه توسعه فناوری نانو و وزارت آموزش و پرورش و با همکاری باشگاه دانش‌پژوهان جوان و بنیاد ملی نخبگان برگزار می گردد.

## تاریخچه
اولین المپیاد نانو در سال ۱۳۸۹ زیر نظر ریاست جمهوری و ستاد توسعه فناوری نانو برگزار شد. مدیریت بخش المپیاد دانش آموزی و جشنوارهٔ نانو را باشگاه نانو بر عهده دارد. دانش آموزان متوسطه دوم(حتی پایه دوازدهم) امکان شرکت در این المپیاد را دارند.

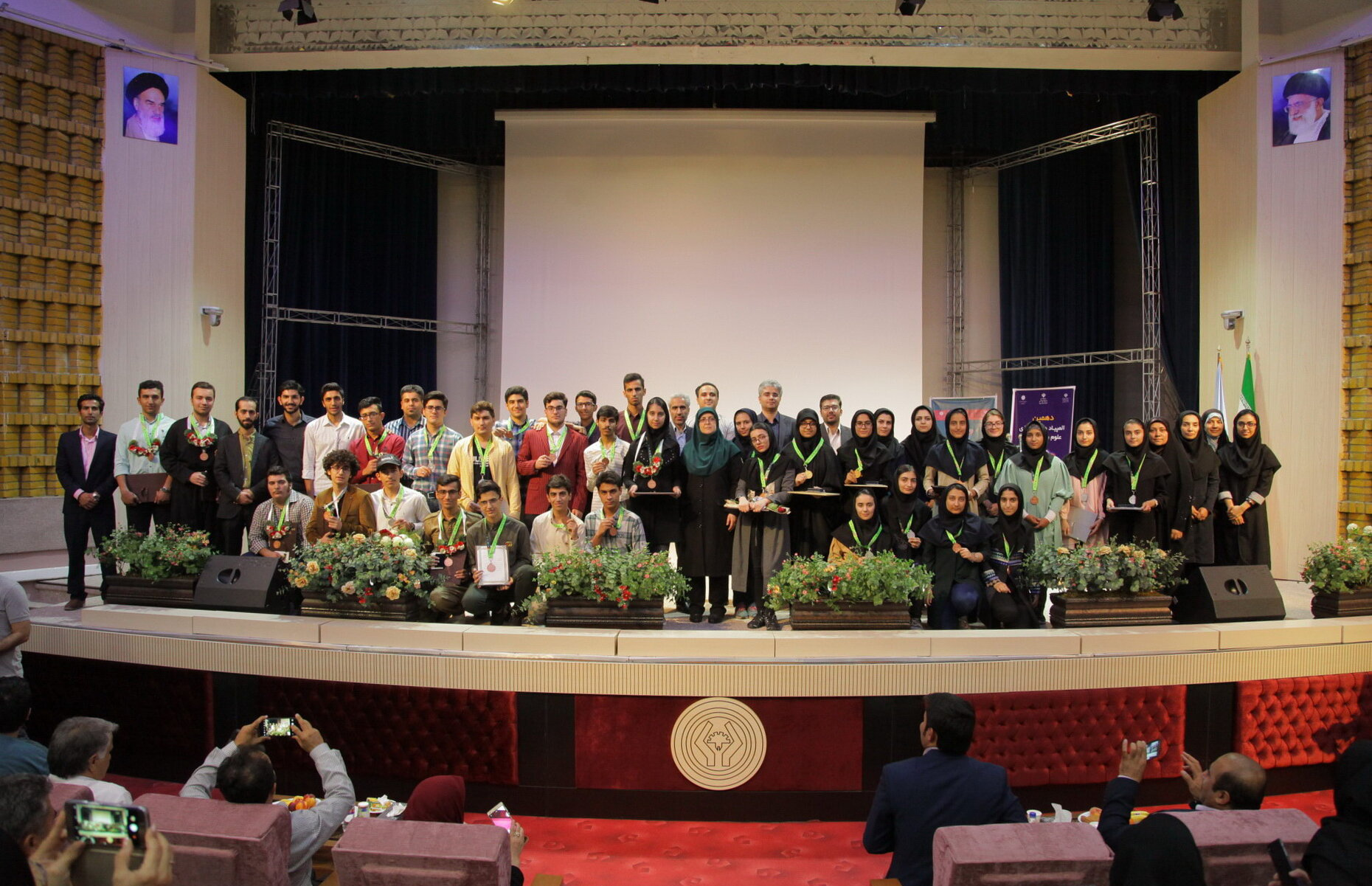
دهمین المپیاد نانو

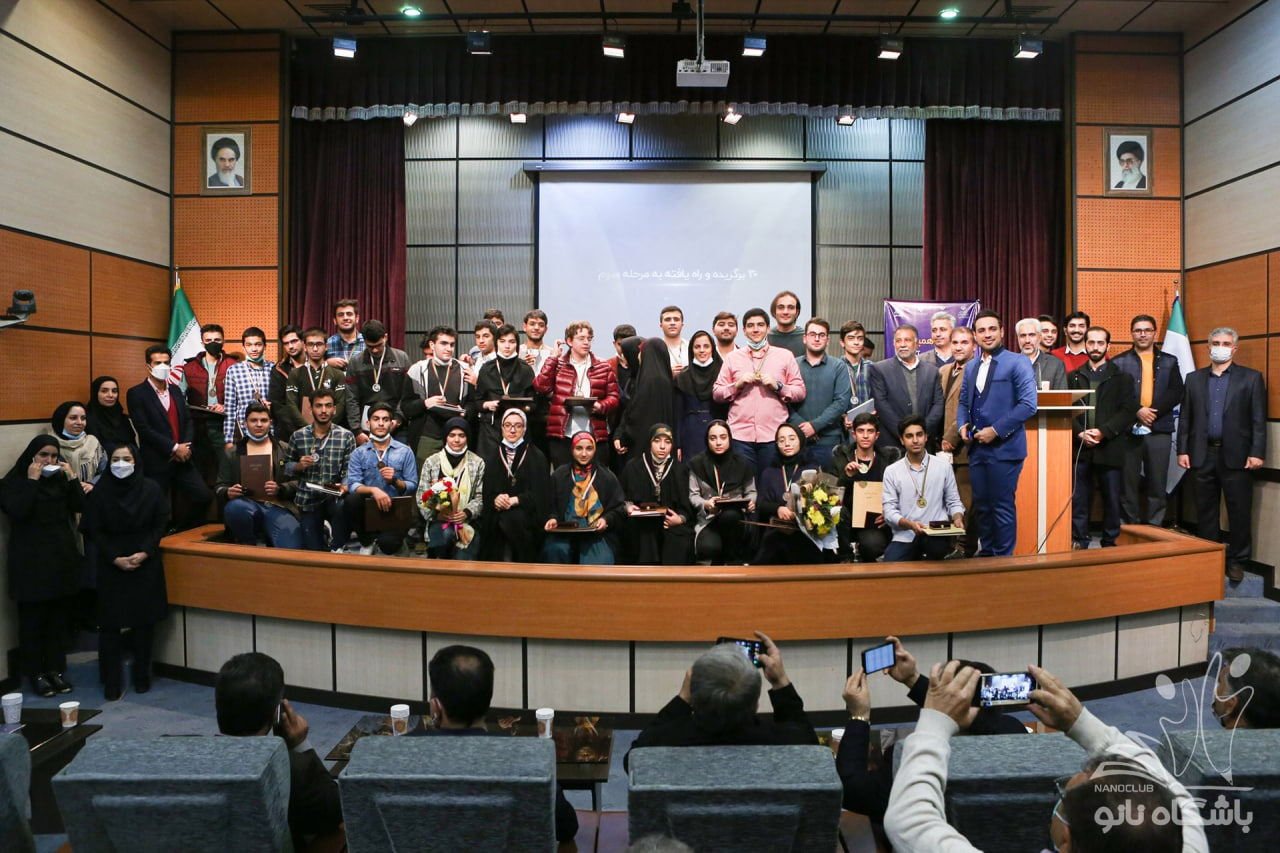
دوازدهمین المپیاد نانو

## مباحث اصلی آزمون
مباحث این المپیاد شامل بخش‌های عمومی از مباحث شیمی، فیزیک، زیست‌شناسی و مباحث تخصصی نانو فناوری می‌باشد.
مباحث مورد نیاز برای مطالعه به شرح زیر می‌باشد:
1. مباحث عمومی تکنولوژی نانو
2. خواص نانو مواد
3. روش‌های سنتز (تولید نانومواد)
4. آنالیز و طیف‌سنجی (مشخصه یابی)
5. کاربرد نانو مواد

این المپیاد در حال حاضر شامل ۳ مرحله است؛ مرحله اول (غربالگری) شامل ۴۵ سؤال تستی و مرحله دوم ترکیبی از سوالات تستی و تشریحی است. از مرحله دوم به‌طور معمول ۴٠ نفر برتر به مرحله نهایی در تهران دعوت می‌شوند که در یک دوره چند روزه به رقابت می‌پردازند.
مباحث این دوره تخصصی تر است و توسط اساتید دانشگاه تدریس می‌شود؛ بخش اعظم این مرحله که از آن تحت عنوان دوره عملی نیز یاد می‌شود در ازمایشگاه‌های تخصصی انجام می‌پذیرد.

## مزایای المپیاد
در حال حاضر این المپیاد با همکاری آموزش و پرورش، باشگاه دانش پژوهان جوان و مرکز پروش استعدادهای درخشان توسط باشگاه نانو برگزار می‌شود.

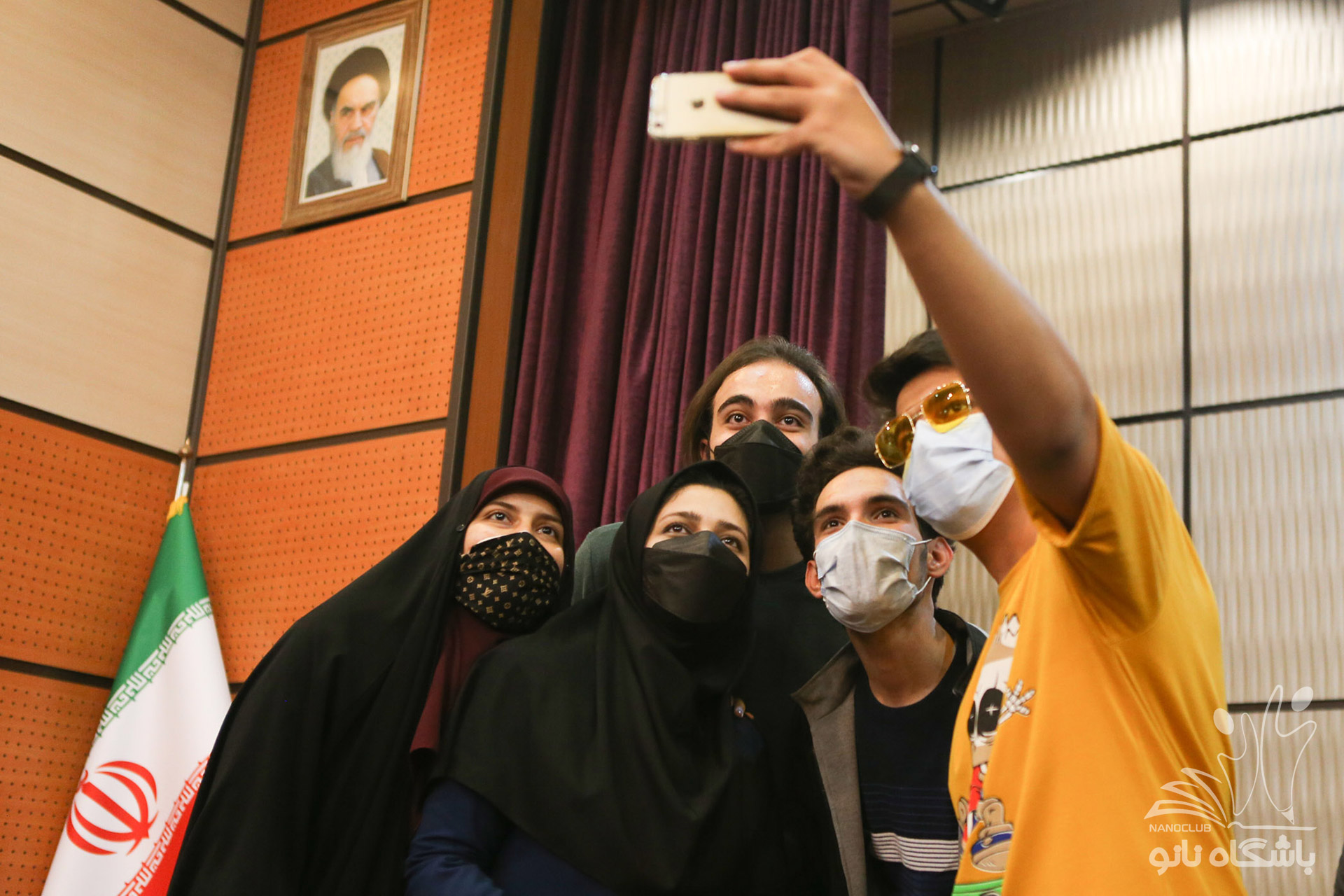

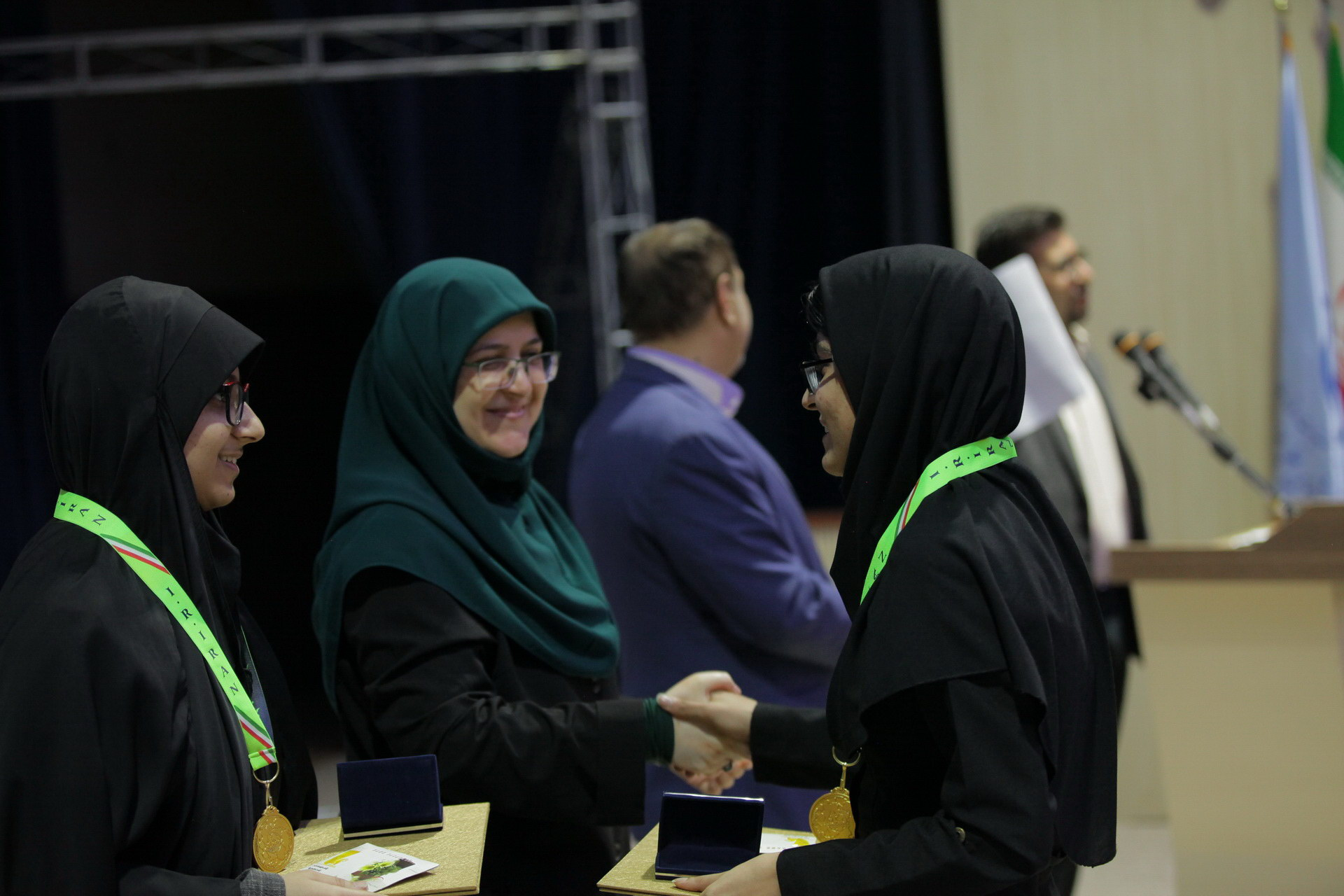
تجلیل فاطمه مهاجرانی رئیس سابق باشگاه دانش پژوهان جوان از برگزیدگان

برخلاف دیگر المپیادهای کشور تاکنون برای المپیاد نانو با شرکت کنندگان چند هزار نفری و 12 سال سابقه، هیچ سهمیه‌‌ی کنکوری در نظر گرفته نشده‌است و انتظار می‌رود در آینده‌ای نزدیک بنیاد ملی نخبگان این سهمیه را به مدال آوران المپیاد نانو اختصاص دهد.
با این حال مدال آوران عضو بیناد ملی نخبگان می‌شوند. همچنین این دانش آموزان نخبه پس از ورود به دانشگاه به عضویت کانون برگزیدگان باشگاه نانو در می‌آیند و از حمایت‌های ستاد نانو بهره‌مند می‌شوند.